# Nyhetskanalen
Nyhetskanalen är en nyhetskanal som sänds via internet, mobilen som vidaresänder webb-tv av TV4-gruppen, med innehåll från deras aktualitetsavdelning (bl.a flera sändningar från Ekonominyheterna, TV4-sporten, TV4-vädret och TV4-nyheterna. Från 24 januari 2012 till 31 augusti 2013 (datumet då TV4 News lades ner) sändes kanalen hos Com Hem dygnet runt, samtidigt bytte kanalen namn till "TV4 News".
Innan lanseringen i TV sänder kanalen enbart på nätet och vidaresänder sändningarna från TV4-nyheterna och Nyhetsmorgon och vid lokala nyheter visas TV4-nyheterna Stockholm. Under tiden kanalen har sändningsuppehåll visas nyheter från Nyheterna.se eller repriser av TV4-nyheterna eller Nyhetsmorgon. Sändningen sker normalt online på vardagar mellan 10.00 och 19.00, kanalen direktsänder även ibland sportevenemang och andra aktulla händelser.

## Historia
TV4-Gruppen offentliggjorde under tidigt 2000-tal planerna på en egen renodlad nyhetskanal. Projektet gick ursprungligen under arbetsnamnet TV4 Nyheter. Det första steget togs år 2001 när TV4-gruppen fick sändningstillstånd för en nyhetskanal i det digitala marknätet. Den kanalen vidaresände CNN Internationals sändningar, men det var tänkt att det skulle utvecklas till en för Sverige egen kanal. Planerna låg sedan vilande några år och man fortsatte att vidaresända CNN.
År 2003 kom kanalen på tal igen. Då pratades det om att kanalen skulle få mycket lokalt innehåll från TV4-gruppen:s lokalstationer som slagits samman till ett företag, TV4 Sverige. Jan Scherman pratade om lokala frukostbord och därefter nyhetssändningar varvat med samhälls- och debattprogram under dag- och kvälltid. År 2004 konkretiserades planerna ännu mer, bland annat med en testsändning av en nyhetskanal på CNN:s plats i marknätet, under namnet TV4 Sverige under våren. Under året kom namnet "TV4 Fakta" och man började gå ifrån planerna på en renodlad nyhetskanal till en mer bred kanal.
I februari 2005 gav TV4-gruppen klartecken för startandet av kanalen TV4 Fakta och planerna på en renodlad nyhetskanal lades åter i malpåse. Då gick man också längre från den renodlade nyhetskanalen och kallade det en "svensk Discovery". Tonvikten lades istället på inköpta dokumentärer.
Under 2008 var nyhetskanalen åter på tapeten, den här gången som en renodlad internet-kanal. Sändningarna startade på den nya domänen nyhetskanalen.se och det nämndes att om kanalen blev lyckad där kunde den på sikt komma att lanseras som en egen tv-kanal via digital-tv-operatörer.